# Cantonul Strasbourg-2
Cantonul Strasbourg-2 este un canton din arondismentul Straatsburg-Stad, departamentul Bas-Rhin, regiunea Alsacia, Franța.